# Ворохта Микола Іванович
Микола Іванович Ворохта (*18 липня 1947, м. Рахів, Закарпатська область) —  український художник,  працює в галузі живопису, графіки.

## Біографія
М. І. Ворохта народився 18 липня 1947 року в м. Рахів Закарпатської області.
У 1971 році закінчив художньо-графічний факультет Одеського державного педагогічного  інституту ім. К. Д. Ушинського. Педагог з фаху — В. Єфименко.
В 1974 – 1997 роках працював викладачем кафедри малюнку і живопису Одеського інженерно-будівельного інституту – Одеської державної архітектурно-будівельної академії.
Член Спілки художників України від 1995 року. 

### Творчість
На творче становлення вплинули зустрічі з народним майстром Рахівщини Тулайданом М. М. і народним художником України Коцкою А. А. Тематика творів Миколи Ворохти є вельми широкою: від традиційних гірських і морських пейзажів до новаторських робіт, з використанням нетрадиційних технік і матеріалів; від живопису — до авторської графіки; від абстрактного мистецтва — до творів у жанрі соцреалізму.Неодноразовий учасник міжнародних, республіканських і всеукраїнських виставок.
Творчі роботи зберігають в Міністерстві культури України, музеї сучасного мистецтва (м. Одеса), музеї образотворчого мистецтва ім. О. Білого (м. Чорноморськ), історичному музеї «Паланок» (м. Мукачево), Закарпатському обласному художньому музеї ім. Й. Бокшая (м. Ужгород), музеї української та русинської культури (м. Свідник, Словаччина), а також у приватних колекціях 32 країн світу.

##### Основні твори
- «Гуцульський ярмарок» (1971)
- «Три камені» (1977)
- «Зруйнована нація» (1992)
- «Кохані хвилі та скелі» (1994)
- «Портрет старовіра» (1995)
- «Полонинська осінь» (1997)
- «Зимонька Закарпаття» (1999)
- «Зимонька в Лозовані» (2000)

##### Основні виставки
- Республіканський виставка, присвячена 60-річчю ВЛКСМ, м. Київ, 1978;
- Всеукраїнська художня виставка "50 років визволення України від фашистських загарбників ", м. Київ, 1994;
- Всеукраїнська художня виставка "Мальовніча Україна ", м. Ужгород, 1995; м. Львів, 2003, м. Київ 2006;
- Всеукраїнська художня виставка "50 років перемоги у Великій вітчизняній війні ", м. Київ, 1995;
- Всеукраїнська художня виставка "Осінь-1995 ", м. Київ, 1995;
- Всеукраїнська художня виставка, присвячена 10-й річниці незалежності України, Київ, 2001;
- Всеукраїнська художня виставка, присвячена 15-й річниці аварії на ЧАЕС, Київ, 2001;
- Всеукраїнська художня виставка, присвячена 10-й річниці незалежності України, Київ, 2006.
- Виставка одеських художників. 1982, м. Генуя (Італія);
- Виставка «Arcan dell 'anima», 09.05.2008-04.06.2008, м. Лечче (Італія).
- Персональна виставка до 50 річного ювілея Миколи Ворохти, 1997, галерея Фрапполі, м. Одеса;
- «Від Карпат до Чорного моря: мій край» 01.02.2003-01.2003, музей західного і східного мистецтва, м. Одеса;
- "Пам'яті вчителя і художника Віктора Георгійовича Єфименко ", 12.07.2005-31.07.2005, музей ім. Блещунова, м. Одеса;
- Виставка, присвячена 60-річному ювілею «Мій світ», 01.07.2007-23.03.2007, галерея НСХУ-малий виставковий зал ОМЗСМ, м. Одеса;
- Виставка «Lusso della Natura», 23.12.2007 — 23.03.2008, м. Лечче (Італія);
- Виставка «Quod Vide» 30.10.2009 — 15.112009, музей образотворчого мистецтва ім. О. М. Білого, м. Іллічівськ;
- Виставка «Третій вимір», 10.05.2010-10.06.2010, музей сучасного мистецтва, м. Одеса;
- Виставка «E pluribus unum» 23.01.2009 — 14.02.2009, галерея «Ракурс», м. Одеса;
- Виставка «Verweille doch!» 12.03.2010 — 09.04.2010, музей образотворчих мистецтв ім. О. М. Білого, м. Іллічівськ;
- Виставка «Мрії та спогади», м. Мукачево — м. Одеса, 2012
- Триєнале АРТ-АКТ, м. Чернівці, 2013
- Виставка «Художники Закарпатської Гуцульщини», м. Ужгород, 2014
- Виставка «Сповідь», м. Одеса, 2017.

## Нагороди
- Звання "Заслужений художник  України" (21.01.2014)[1]